# Andreettaea
Andreettaea – rodzaj roślin z rodziny storczykowatych (Orchidaceae). Obejmuje 56 gatunków występujących w Ameryce Południowej i Środkowej występujących w takich krajach jak: Boliwia, Belize, Brazylia, Kolumbia, Kostaryka, Kuba, Dominikana, Ekwador, Salwador, Gujana Francuska, Gwatemala, Gujana, Haiti, Honduras, Jamajka, Leeward Islands, Meksyk, Nikaragua, Panama, Peru, Portoryko, Surinam, Wenezuela, Windward Islands.

## Systematyka
Rodzaj sklasyfikowany do podplemienia Pleurothallidinae w plemieniu Epidendreae, podrodzina epidendronowe ( Epidendroideae), rodzina storczykowate (Orchidaceae), rząd szparagowce (Asparagales) w obrębie roślin jednoliściennych.
Wykaz gatunków
- Andreettaea ancora (Luer & R.Vásquez) A.Doucette
- Andreettaea aristata (Hook.) A.Doucette
- Andreettaea cabellensis (Rchb.f.) A.Doucette
- Andreettaea catoxys (Luer & Hirtz) A.Doucette
- Andreettaea cestrochila (Garay) A.Doucette
- Andreettaea claviculata (Luer & Hirtz) A.Doucette
- Andreettaea clavigera (Luer) A.Doucette
- Andreettaea coeloglossa (Luer & Hirtz) A.Doucette
- Andreettaea corynetes (Luer & R.Vásquez) A.Doucette
- Andreettaea cryptophyta (Barb.Rodr.) A.Doucette
- Andreettaea cynocephala (Luer) A.Doucette
- Andreettaea delicatula (Lindl.) A.Doucette
- Andreettaea divexa (Ames) A.Doucette
- Andreettaea echinodes (Luer & R.Escobar) A.Doucette
- Andreettaea exesilabia (A.H.Heller & A.D.Hawkes) A.Doucette
- Andreettaea fuchsii (Luer) A.Doucette
- Andreettaea furcatipetala (Luer & Hirtz) A.Doucette
- Andreettaea gongylodes (Luer) A.Doucette
- Andreettaea hastata (Ames) A.Doucette
- Andreettaea helenae (Fawc. & Rendle) A.Doucette
- Andreettaea herpestes (Luer) A.Doucette
- Andreettaea ichthyonekys (Luer) A.Doucette
- Andreettaea infinita (Luer) A.Doucette
- Andreettaea intonsa (Luer & R.Escobar) A.Doucette
- Andreettaea kennedyi (Luer) A.Doucette
- Andreettaea latilabris (Foldats) A.Doucette
- Andreettaea lipothrix (Luer) A.Doucette
- Andreettaea llamachoi (Luer) A.Doucette
- Andreettaea longilabris (Lindl.) A.Doucette
- Andreettaea macroblepharis (Rchb.f.) A.Doucette
- Andreettaea marginata (Rich.) A.Doucette
- Andreettaea megalops (Luer) A.Doucette
- Andreettaea mucronata (Lindl. ex Cogn.) A.Doucette
- Andreettaea obliquipetala (Acuña & C.Schweinf.) A.Doucette
- Andreettaea oblonga (Luer & Hirtz) A.Doucette
- Andreettaea ocellus Luer
- Andreettaea perangusta (Luer) A.Doucette
- Andreettaea quinqueseta (Ames) A.Doucette
- Andreettaea rojohniae (Luer) A.Doucette
- Andreettaea samacensis (Ames) A.Doucette
- Andreettaea schudelii (Luer & Hirtz) A.Doucette
- Andreettaea segregatifolia (Ames & C.Schweinf.) A.Doucette
- Andreettaea semperflorens (Lindl.) A.Doucette
- Andreettaea sibatensis (F.Lehm. & Kraenzl.) A.Doucette
- Andreettaea strumosa (Ames) A.Doucette
- Andreettaea stumpflei (Luer) A.Doucette
- Andreettaea tamboensis (Luer & R.Escobar) A.Doucette
- Andreettaea tapantiensis (Mel.Fernández & Bogarín) A.Doucette
- Andreettaea tempestalis (Luer) A.Doucette
- Andreettaea trullifera (Luer & Hirtz) A.Doucette
- Andreettaea tsubotae (Luer & R.Escobar) A.Doucette
- Andreettaea villosilabia (Luer & Hirtz) A.Doucette
- Andreettaea werneri (Luer) A.Doucette
- Andreettaea xanthella (Luer) A.Doucette
- Andreettaea xyloura (Luer & Hirtz) A.Doucette
- Andreettaea zephyrina (Rchb.f.) A.Doucette